# Komitet Naczelny Zjednoczonych Stronnictw Niepodległościowych
Komitet Naczelny Zjednoczonych Stronnictw Niepodległościowych – reprezentacja polityczna lewicy wśród organizacji niepodległościowych okresu I wojny światowej.
Powstał 5 sierpnia 1915 w Warszawie z połączenia Unii Stronnictw Niepodległościowych i Konfederacji Narodowej Polskiej. Do KN ZSN weszło także Zjednoczenie Stronnictw Niepodległościowych z okupowanej dotychczas przez państwa centralne części Królestwa Polskiego. Komitet Naczelny ZSN dążył do odbudowania państwa polskiego w oparciu o mocarstwa centralne. Zmierzał do utworzenia ogólnonarodowej reprezentacji stronnictw Królestwa, niezależnej od Naczelnego Komitetu Narodowego. W sierpniu 1915 KN ZSN wyłonił Komisję Organizacyjną Rady Narodowej w celu przygotowania zjazdu stronnictw Królestwa, który miał powołać do życia reprezentację ogólnonarodową pod nazwą Rada Narodowa. Do Komisji weszło 2 przedstawicieli Unii Stronnictw Niepodległościowych, 2 Konfederacji Narodowej Polskiej i 4 ze Zjednoczenia Stronnictw Niepodległościowych. Na czele Komisji stał Stanisław Libicki. Po nieudanych próbach utworzenia Rady Narodowej KN ZSN przekształcił się 18 grudnia 1915 r. w Centralny Komitet Narodowy. 
Czołowymi działaczami Komitetu Naczelnego byli: Artur Śliwiński, Gustaw Daniłowski, Stanisław Thugutt, Karol Popiel, Jan Stanisław Jankowski.